# Harry Rainy

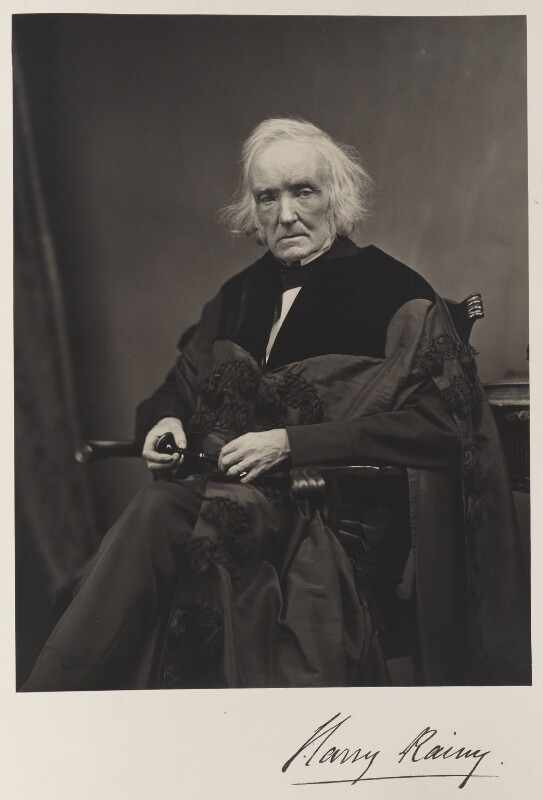
Harry Rainy – Fotografie von Thomas Annan in der National Picture Gallery

Harry Rainy (* 20. Oktober 1792 in Creich; † 6. August 1876 in Glasgow) war ein schottischer Chirurg und Arzt. Er wurde als Nachfolger von Robert Cowan (1796–1841) zweiter Regius Professor of Forensic Medicine.

## Leben
Harry Rainy wurde als dritter Sohn von George Rainy (1733–1810), Pfarrer des Sutherlandshires, und dessen Frau Anne Rainy née Robertson (1750–1833) in Creich geboren. Rainys älterer Bruder George Rainy (1790–1863) erlangte als Sklaven- und Landbesitzer traurige Berühmtheit.
Mit dreizehn Jahren nahm Harry 1806 sein Studium an der University of Glasgow auf, wo er Auszeichnungen in Latein und Griechisch gewann. Vermutlich 1808 oder 1809 begann er sein Studium der Medizin. Nachgewiesen ist ein Jahr Chemie in Glasgow und ein weiteres Jahr in Edinburgh, wo Rainy ab 1810 Medizin studierte. 1812 übernahm er eine Assistenzstelle an der Glasgow Royal Infirmary und schloss entweder mit der Fakultät der University of Edinburgh oder mit dem College of Surgeons in Edinburgh sein Studium ab. Es folgten Studienaufenthalte in London und Paris (1814–1815). In Frankreich lernt er Guillaume Dupuytren kennen, dem er bei verschiedenen Operationen assistiert. Weitere Kontakte pflegte er mit dem Forensiker Mathieu Orfila. Hier interessierte er sich auch für Augenheilkunde und war neben William Mackenzie maßgeblich an der Eröffnung der ersten Klinik für Augenheilkunde in Glasgow, der Glasgow Eye Infirmary, gegr. 1824, beteiligt.
Im März 1815 verließ er Frankreich, nachdem ihn die Information von Napoleons Flucht von Elba erreichte. Er kehrte nach Glasgow zurück und eröffnete dort sofort eine eigene Praxis. Noch im selben Jahr nahm er Mitgliedschaft (~ Fellow) an der medizinischen Fakultät der Universität an. Nur zwei Jahre nachdem er seine Praxis eröffnet hatte, wurde er als Chirurg an die Glasgow Royal Infirmary berufen, wo er schon bald eigenverantwortlich operierte. 1821 wurde er für eine kurze Zeit erneut als Chirurg berufen. Seine Praxis florierte und 1833 oder 1834 wurde er M.D. promoviert und nur ein Jahr später als Dozent an die Universität berufen. Diese Berufung wird auf den kränkelnden Professor Charles Badham zurückgeführt, der wegen eines Kuraufenthalts im Süden Frankreichs keine Vorlesungen halten konnte und einen Stellvertreter suchte. J. W. Anderson gibt in seinen Erinnerungen an Rainy allerdings einen anderen Grund an, nämlich dass Badham zwar ein höchst kultivierter Mann mit hervorragendem literarischem Wissen gewesen sei, aber höchstens über theoretische Kenntnisse in Medizin verfügte. Rainy übernahm die Vorlesungen in der Practice of Medicine, die damals als Theory of Medicine und heute als Physiologie bezeichnet werden. Badham bezog weiter seine Professorenbezüge und ein Viertel der Beiträge der Studenten. Die restlichen drei Viertel erhielt Rainy.
Rainy entwickelte sich schnell zum Publikumsmagneten, dessen Vorlesungen nicht nur Studenten, sondern auch Allgemeinmediziner folgten. Von 1832 bis 1839 konnte er die Vorlesungen auch ohne Beanstandungen durchführen. In dieser Phase hatte sich in Schottland Spannungen innerhalb der Church of Scotland entwickelt, die in der Disruption und der Abspaltung der Free Church of Scotland unter der Leitung von Thomas Chalmers gipfelten, der Rainy und dessen Frau 1818 getraut hatte. In der angespannten Lage war Rainy aufgrund seiner Zugehörigkeit zur Tory-Partei und der entstehenden Free Church kein Kandidat, als 1839 Regius-Professuren an der University of Glasgow vergeben wurden. Die amtierende Whig-Regierung wählte Professoren aus der eigenen Partei. Andrew Buchanan wurde erster Regius Professor of Theory of Physic or Institutes of Medicine und Robert Cowan wurde erster Regius Professor of Medical Jurisprudence and Forensic Medicine. Rainys Bewerbung auf den 1840 frei werdenden Lehrstuhl Badhams war erfolglos. Cowan verstarb 1841 nur zwei Jahre nach seiner Ernennung und diesmal bewarb sich Rainy mit der Unterstützung des Senats der Universität erfolgreich.
Rainy wurde die letzte, rein politisch motivierte Ernennung auf diesem Lehrstuhl. Zwar war er ein erfahrener Arzt mit breitem Wissen, aber er war kein Pathologe vom Format eines Robert Christison, der die Schwesterprofessur in Edinburgh besetzte. Rainy selbst bevorzugte die Bezeichnung „Professor of Forensics“, aber er unterrichtete sowohl Forensik als auch medizinische Jura. Nur das Fach Public Health (öffentliches Gesundheitswesen), dass sein Vorgänger unterrichtet hatte, ließ Rainy unbeachtet. Diese Entscheidung lief gegen die ursprüngliche Absicht Cowans, die Lage in Glasgow zu verbessern und war bedauerlich für den Westen Schottlands, wo die schlimmsten Auswüchse der industriellen Revolution durch Rainys Unterlassung verstärkt wurden.
Rainy galt als wortkarg und direkt. Diskussionen konnten ihn schnell erregen und wenn er einmal eine Aussage gemacht hatte, dann war diese endgültig. Als Zeuge in Gerichtsprozessen war er den Anwälten zu schnell unangenehm und er wurde selten als Zeuge aufgerufen. Mit Patienten, insbesondere Kindern schien er ein gutes Verhältnis zu entwickeln. Daneben war er ein guter Arzt und ein fähiger Chemiker. Seine präszise, klare und methodische Art machte ihn mit seinem breiten Wissen zu einer hervorragenden Besetzung als Lehrer der Forensik. Er stiftete Geld für Stipendien, die Rainy Bursaries.
1872 zog sich Rainy vom Lehrstuhl zurück. Als 1876 Benjamin Disraeli zum Rector der Universität ernannt wurde, wurde Rainy mit einem Ehrendoktortitel (LL.D.) geehrt.
Unmittelbar nach seinem Rückzug von der Professur wurde Pierce Adolphus Simpson als Rainys Nachfolger berufen.

## Familie
1818 heiratete Rainy Barbara Gordon aus Invercharron. Ihr ältester Sohn, Robert Rainy (1826–1906) wurde Leiter des New College in Edinburgh, ihr zweiter Sohn, George (1832–1869), wurde Augenchirurg an der Eye Infirmary und ab 1868 Dozent an der University of Glasgow. Harry Rainy verstarb am 6. August 1872 in seinem Heim in Glasgow.

## Bibliografie
- On Reinsch's process for the detection of arsenic
- On the cooling of dead bodies as indicating the length of time since death

### Unveröffentlicht
- On Puerperal Mania
- On the History of the Atomic Theoriy of Chemical Attraction
- Injuries of the head requireing trepan[1]